# Lijst van doolhoven in België
Dit is een lijst van doolhoven in België.
| Locatie                    | Plaats            | Provincie       | Type     | Geopend | Opmerkingen                                                                                       | Afbeelding |
| -------------------------- | ----------------- | --------------- | -------- | ------- | ------------------------------------------------------------------------------------------------- | ---------- |
| Puzzle Planet              | Trois-Ponts       | Luik            | Hout     |         | Een van de grootste houten doolhoven van Europa. In het doolhof bevinden zich een aantal trappen. |            |
| De tuinen van René Pechère | Ukkel             |                 | Taxus    | 1968    |                                                                                                   |            |
| Herberg Het Labyrint       | Kemmel            | West-Vlaanderen | Haagbeuk |         | Het Labyrint is in 2012 gesloten                                                                  |            |
| Kasteel van Freÿr          | Freÿr             | Namen           | Heg      |         | Dwaaltuin                                                                                         |            |
| Kasteel Loppem             | Loppem            | West-Vlaanderen | Haagbeuk | 1873    |                                                                                                   |            |
| Les Jardins d'Annevoie     | Annevoie-Rouillon | Namen           | Heg      |         |                                                                                                   |            |